# Negrismo
Se denomina negrismo a un movimiento de carácter literario propio de las Antillas en el mar Caribe. Este movimiento se desarrolló a comienzos del siglo XX, y se caracterizó por el énfasis en la cultura y problemáticas de la sociedad negra, promoviendo su cultura. Tuvo relación y afinidades con el Harlem Renaissance en Estados Unidos y el movimiento de la négritude en las Antillas francesas.
Con el importante precedente de Ramón Guirao y su libro Bongó. Poemas negros (1934), entre los negristas más prominentes se destacaron Emilio Ballagas y Nicolás Guillén de Cuba, Manuel del Cabral de la República Dominicana, Luis Palés Matos y Julia de Burgos de Puerto Rico e  Ildefonso Pereda Valdés de Uruguay. El novelista cubano Alejo Carpentier, si bien no era negro, hizo mucho para promover la literatura y el arte negro. Fernando Ortiz fue un destacado promotor cubano de lo afro-cubano.
Por ejemplo el escritor cubano Nicolás Guillén, a través de sus escritos ha llamado la atención sobre la cultura de los negros y a través de su tratamiento la elaboración de un estilo de negrismo cubano. En su obra Guillén expone y luce la cultura negra que emerge de la mano de procesos transculturales y de  mestizaje, creando lo que identificó como "el color cubano".